# Esta historia me suena
Esta historia me suena é uma série musical mexicana produzida pela Televisa e exibida pelo Las Estrellas desde 13 de maio de 2019.
É uma série de antologia, em que cada episódio conta uma história baseada em letras de músicas. É apresentada pela atriz e cantora María José, junto a Jean Carlo Bautista.

## Enredo
Cada episódio trata de questões familiares e juvenis em um tom familiar e otimista e apresenta uma música que inspira a história do episódio. O enredo leva à reflexão entre pais e filhos e como resolvê-los na vida cotidiana. A música acompanha e apoia essa história. A maioria dos episódios apresenta um flash mob que destaca a música em destaque.

## Exibição

### Primeira temporada
O primeiro episódio da série, intitulado Adelante corazón, foi ao ar no México em 13 de maio de 2019, no horário das 18h30, em substituição da telenovela Ringo, finalizada no dia anterior. Em 25 de maio de 2019, a série foi mudada de horário para às 17h30. Finalizou em 28 de junho de 2019, com o episódio Cruz de Najavas, sendo substituída pela série Los elegidos.

### Segunda Temporada
O primeiro episódio da segunda temporada, intitulado Aléjate de mí foi ao ar no dia 18 de dezembro de 2019, no horário das 18h30 p.m mx, em uma quarta-feira, no dia seguinte ao último capítulo de sua antecessora, telenovela La reina soy yo. A temporada finalizou com o episódio La Llave, exibido em 17 de janeiro de 2020, na sexta-feira anterior à estreia da telenovela Vencer el miedo, sua substituta.

### Terceira Temporada
A terceira temporada foi exibida entre os dias 5 de agosto e 25 de setembro de 2020, às 18h30 p.m mx, substituindo Te doy la vida e sendo substituída originalmente por Vencer el desamor.
Inicialmente a previsão era que a terceira temporada fosse substituída por Vencer el desamor, mas devido aos baixos índices registrado pela trama produzida por Nicandro Díaz, Vencer el desamor foi remanejada para às 20h30 p.m mx e La mexicana y el güero ficou no horário das 18h30 p.m mx.

### Quarta Temporada
A quarta temporada foi exibida entre os dias 26 de julho de 2021 a 03 de setembro de 2021, às 18h30 p.m mx, substituindo Fuego ardiente e sendo substituída por SOS me estoy enamorando.

### Quinta Temporada
A quinta temporada foi exibida entre 13 de junho e 15 de julho de 2022, substituindo Amor dividido e sendo substituída por Corona de lágrimas 2, às 18h30 p.m mx.

### Sexta Temporada
A sexta temporada foi exibida entre 10 de julho a 18 de agosto de 2023, substituindo Perdona nuestros pecados e sendo substituída por Minas de pasión, às 18h30 p.m mx.

### Reprises
Foi reprisada pelo seu canal original de 5 de janeiro a 13 de abril de 2024, aos sábados com o título "Esta História Me Sueña A todo volumen", sendo substituída por Juego de Voces.

## Produção
As gravações da série começaram em 15 de outubro de 2018 em um local na Cidade do México . A série é uma ideia original de Genoveva Martinez, em entrevista ao jornal El Universal , que disse: a série não tem nada a ver com La vida es una canción (criada e produzida pela própria Martinez, para a TV Azteca ).

## Audiência

### Primeira Temporada
| Horário                                  | # Eps. | Estreia            | Estreia           | Final              | Final           | Posição | Temporada | Classificação geral |
| Horário                                  | # Eps. | Data               | Primeiro capítulo | Data               | Último capítulo | Posição | Temporada | Classificação geral |
| ---------------------------------------- | ------ | ------------------ | ----------------- | ------------------ | --------------- | ------- | --------- | ------------------- |
| Segunda—Sexta 18h30 Posteriormente 17h30 | 30     | 13 de maio de 2019 | 2.5               | 24 de maio de 2019 | ND              | #1      | 2019      | 2.39                |

### Segunda Temporada
| Horário             | # Eps. | Estreia                | Estreia           | Final                 | Final           | Posição | Temporada | Classificação geral |
| Horário             | # Eps. | Data                   | Primeiro capítulo | Data                  | Último capítulo | Posição | Temporada | Classificação geral |
| ------------------- | ------ | ---------------------- | ----------------- | --------------------- | --------------- | ------- | --------- | ------------------- |
| Segunda—Sexta 18h30 | 15     | 18 de dezembro de 2019 | 2.4               | 17 de janeiro de 2020 | 3.2             | #1      | 2019-2020 | 2.70                |

### Terceira Temporada
| Horário             | # Eps. | Estreia             | Estreia           | Final                  | Final           | Posição | Temporada | Classificação geral |
| Horário             | # Eps. | Data                | Primeiro capítulo | Data                   | Último capítulo | Posição | Temporada | Classificação geral |
| ------------------- | ------ | ------------------- | ----------------- | ---------------------- | --------------- | ------- | --------- | ------------------- |
| Segunda—Sexta 18h30 | 38     | 5 de agosto de 2020 | 3.0               | 25 de setembro de 2020 | 2.8             | #1      | 2020      | 2.77                |

### Quarta Temporada
| Horário             | # Eps. | Estreia             | Estreia           | Final                 | Final           | Posição | Temporada | Classificação geral |
| Horário             | # Eps. | Data                | Primeiro capítulo | Data                  | Último capítulo | Posição | Temporada | Classificação geral |
| ------------------- | ------ | ------------------- | ----------------- | --------------------- | --------------- | ------- | --------- | ------------------- |
| Segunda—Sexta 18h30 | 30     | 26 de julho de 2021 | 2.5               | 3 de setembro de 2021 | 2.7             | #1      | 2021      | 2.6                 |

### Quinta Temporada
| Horário             | # Eps. | Estreia          | Estreia           | Final               | Final           | Posição | Temporada | Classificação geral |
| Horário             | # Eps. | Data             | Primeiro capítulo | Data                | Último capítulo | Posição | Temporada | Classificação geral |
| ------------------- | ------ | ---------------- | ----------------- | ------------------- | --------------- | ------- | --------- | ------------------- |
| Segunda—Sexta 18h30 | 25     | 13 junho de 2022 | 2.43              | 15 de julho de 2022 | 2.20            | #1      | 2022      | 2.43                |

### Sexta Temporada
| Horário             | # Eps. | Estreia             | Estreia           | Final                | Final           | Posição | Temporada | Classificação geral |
| Horário             | # Eps. | Data                | Primeiro capítulo | Data                 | Último capítulo | Posição | Temporada | Classificação geral |
| ------------------- | ------ | ------------------- | ----------------- | -------------------- | --------------- | ------- | --------- | ------------------- |
| Segunda—Sexta 18h30 | 30     | 10 de julho de 2023 | 2.2               | 18 de agosto de 2023 | 2.1             | #1      | 2023      | 2.2                 |